# Fallmesser
Fallmesser sind eine spezielle Art von Messern, bei denen die im Messergriff verborgene Klinge durch Schwerkraft oder Schleuderbewegung aus dem Griff fällt und verriegelt.
Der Umgang mit Fallmessern ist in Deutschland verboten nach dem Waffengesetz, Anlage 2 (Waffenliste), Abschnitt 1, Ziffer 1.4.1, sowie Anlage 1, Abschnitt 1, Unterabschnitt 2, Nr. 2.1. Das Gesetz gewährt Ausnahmen für Bundeswehr, Polizei, Zollverwaltung und andere Behörden. Eine weitere Ausnahme bilden Fallmesser, die bestimmte Merkmale eines Rettungsmessers erfüllen. Diese wurden durch das Bundeskriminalamt als Werkzeuge eingestuft und dürfen von jedermann besessen sowie geführt werden.
In der Schweiz gelten Fallmesser nicht als Waffen im Sinne des Schweizer Waffengesetzes, bei missbräuchlichem Tragen können diese jedoch als gefährliche Gegenstände beschlagnahmt und eingezogen werden.

## Flieger-Kappmesser

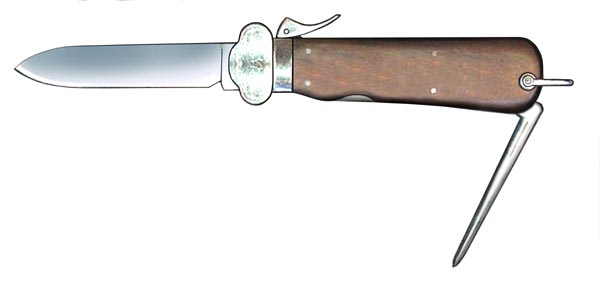
Flieger-Kappmesser mit Marlspieker

### Geschichte
Im Zweiten Weltkrieg wurden Fallmesser (sogenannte Flieger-Kappmesser) von deutschen Luftfahrzeugbesatzungen, Fallschirmjägern und den Soldaten der 1. Skijäger-Division verwendet. Vor allem das Personal der Luftwaffe sollte damit befähigt werden, sich nach einem Fallschirmsprung auch unter widrigsten Bedingungen und ggf. mit nur einer freien Hand aus dem Gurtzeug freischneiden zu können. Entwickelt wurden diese speziellen Fallmesser 1936 von der Solinger Metallwarenfabrik – Ernst Stöcker & Co. Es existierten jedoch zwei weitere Weltkriegshersteller in Solingen und Steinbach/Thüringen. In ähnlicher Bauart wurde es bis ca. Ende der 1960er Jahre auch bei den Fallschirmjägern der Nationalen Volksarmee und auch in der Bundeswehr verwendet, wo es bis 2017 im Einsatz war.

### Funktionsweise und Namensherkunft
Die Flieger-Kappmesser wurden 1937 im militärischen Auftrag von verschiedenen Solinger Messerklingenfirmen in verschiedenen Variationen hergestellt, wie blaue oder glänzende Nickeloberflächen, abnehmbar oder nicht; im Funktionsprinzip waren sie alle gleich. Das Messer wurde für die Verwendung mit einer Hand entwickelt, um allen Anforderungen im Notfall gerecht zu werden. Zum Ausfahren der Klinge wird der Verriegelungshebel geöffnet und gedrückt, um die Federspannung der Klinge zu lösen. Durch Drehen des Messers nach unten gleitet die Klinge aus dem Griff heraus, wo sie durch Loslassen des Verriegelungshebels in ihrer Position verriegelt wird. Diese Art und Weise, wie die Klinge in Position rutschte, führte zur Klassifizierung und Bezeichnung Fallmesser („Schwerkraftmesser“). Die offizielle Bezeichnung lautete jedoch Kappmesser. Mit ausgefahrener Klinge maß das Messer 25,5 cm. Auf der Rückseite befand sich ein Drehring zum Befestigen, um den Verlust des Messers beim Herunterfallen zu verhindern. In den Griff war ein Pricker „gefaltet“, mit dem der Tragegurt gespleißt wurde, an dem der Fallschirmjäger hing, nachdem sein Fallschirm geöffnet worden war. Das Messer hatte eine Schutzkappe am Ende. An der Metallklinge waren beidseits einfache Griffschalen aus Holz befestigt. Der Verriegelungshebel klemmte die Verriegelungsfeder ein.